# Avshalom Pollak

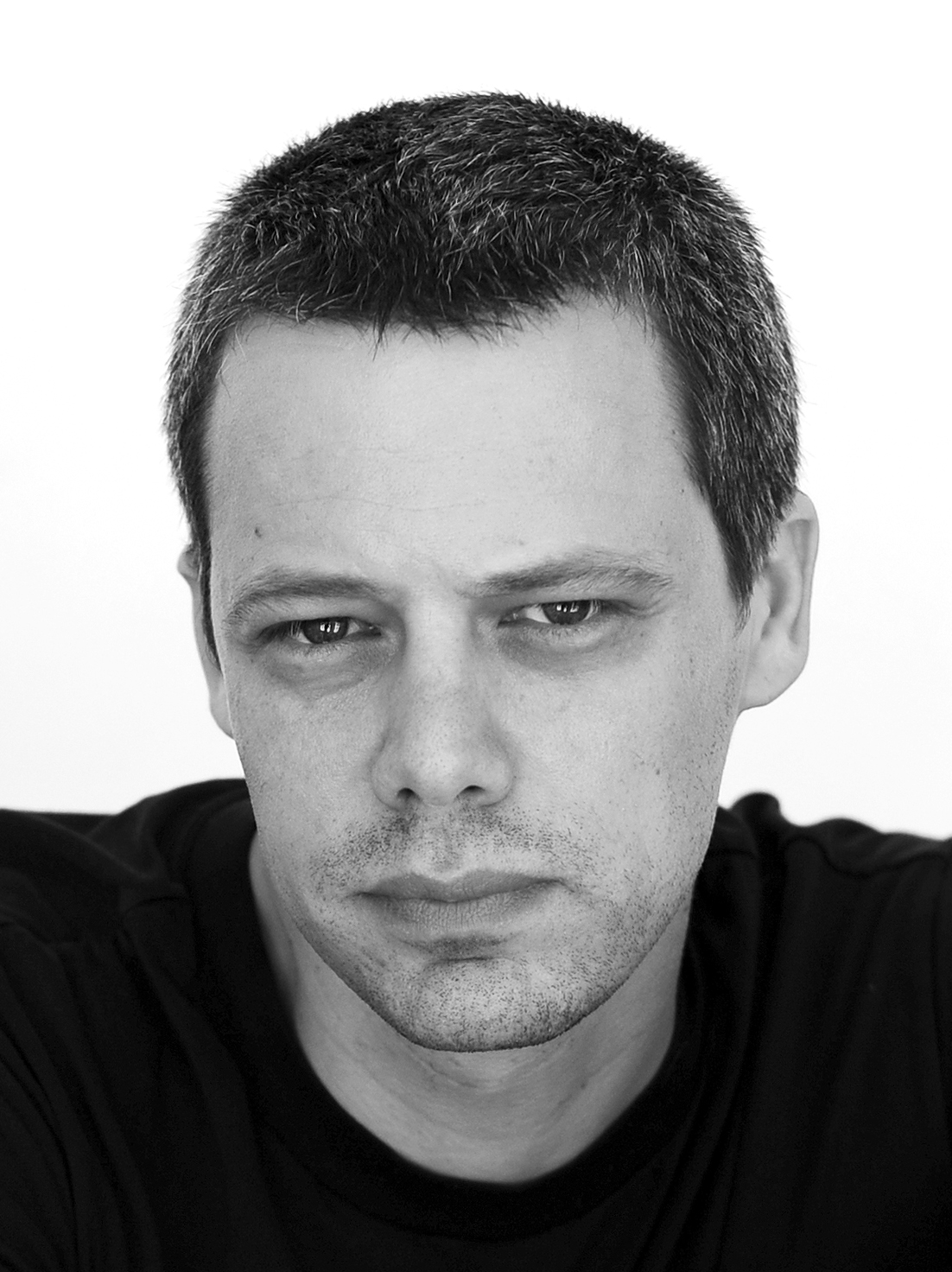
Avshalom Pollak

Avshalom Pollak (hebräisch אבשלום פולק; * 5. Oktober 1970 in Haifa) ist ein israelischer Schauspieler, Regisseur, Choreograf und künstlerischer Leiter einer Tanzkompanie.

## Leben
Avshalom Pollak wurde 1970 in Haifa geboren. Sein Vater ist der Schauspieler Yossi Pollak. Sein Halbbruder ist der Regisseur und Drehbuchautor Shai Carmeli-Pollak.
Er wurde als klassischer Schauspieler ausgebildet und absolvierte die Nissan Nativ Drama School in Tel Aviv. Nach seinem Abschluss spielte Pollak in einigen Filmen und Fernsehserien sowie in vielen Theaterstücken. Seit 2002 arbeitet er mit Inbal Pinto zusammen, mit der er die Inbal Pinto and Avshalom Pollak Dance Company gründete. Später heirateten Pollak und Pinto. Nach Pintos Ausscheiden im Jahr 2018 änderte die Gruppe ihren Namen in Avshalom Pollak Dance Theatre.
Eine Hauptrolle in einem Film erhielt Pollak in Aheds Knie von Nadav Lapid, der im Juli 2021 bei den Internationalen Filmfestspielen von Cannes seine Premiere feierte.

## Filmografie (Auswahl)
- 1997–2000: Florentine (Fernsehserie, 39 Folgen)
- 2012: Yaldey Rosh Ha-Memshala (Fernsehserie, 5 Folgen)
- 2015: Ha'har
- 2021: Aheds Knie (Ahed’s Knee)